# Alcachofa Soft
Alcachofa Soft era una empresa española toledana fundada en 1995 y disuelta en 2008 que se dedicaba a la producción de videojuegos, especializándose en el género de la aventura gráfica.

## Evolución
El primer trabajo de Alcachofa Soft fue Dráscula, una aventura en clave de humor que Alcachofa publicó en 1996 y que es considerada por algunos medios como una aventura de culto.
En 1997 realizan Ping Pong.
En 1998 crean Mortadelo y Filemón: El Sulfato Atómico, una aventura gráfica distribuida por Zeta Multimedia (Grupo Zeta) protagonizada por "Mortadelo y Filemón", dos personajes de cómic muy conocidos en España, tras el éxito de este título Alcachofa Soft crea una serie de títulos basados en las aventuras de estos dos personajes.
En 1999 Alcachofa Soft crea su propia editorial con el objeto de lanzar su videojuego El Tesoro de Isla Alcachofa que verá la luz en el 2000, año en el que también lanza dos nuevas aventuras de Mortadelo y Filemón, Mortadelo y Filemón: Dos Vaqueros Chapuceros y Mortadelo y Filemón: Terror, Espanto y Pavor.
En el 2001 crea otras tres nuevas aventuras Mortadelo y Filemón: Operación Moscú y Mortadelo y Filemón: El Escarabajo de Cleopatra.
En el 2002 Mortadelo y Filemón: Balones y patadones y Mortadelo y Filemón: Mamelucos a la romana.
En el 2003 Mortadelo y Filemón: Una aventura de cine.
Ya en el 2008 lanzan The Abbey lo que es un tributo al videojuego creado por Opera Soft La abadía del crimen.